# Симон Врач
Симон Маг (познати и као Симон Врач или Шимун Маг) је био зачетник гностичког учења, према мишљењу раних хришћанских писаца. Још увек нису пронађени историјски подаци о његовом животу. Зна се да је био из Самарије, да је примио крштење у време прве апостолске проповеди у свом родном крају. Ту долази до првих несугласица са апостолом Петром. Предање казује о Симону да је био непокајани и непомирљиви непријатељ апостола, пре свих апостола Петра. Закључни чин препирке Симона и апостола Петра био је у Риму.
Предање казује да је Симон желео да покаже силу својих магијских вештина, те да се подигао у ваздух пред мноштвом људи па чак и пред самим императором. Тада је апостол Петар проузнео молитву Господу да јеретик буде посрамљен, те да је тада Симон пао на земљу и тако је погинуо.
Учење Симона Мага до нас је дошло у крајње замршеном и противречном излагању. Једно излагање његовог учења имамо у „Филозофуменама“ светог Иполита Римског (MPGr. t. XVI).
Јустин Филозоф, у својој апологији, упућеној Антонину у заштиту хришћанске вере, говори о Симону: „После вазнесења Господњег, демони отакнуше неке од људи да себе пројаве као богове, и ви не само да сте ишли за њима, него сте им и почасти одавали. Неки Симон, Самарјанин из древног Хитона, који у време кесара Клаудија уз помоћ демона који беше у њему, дође у Рим, у ваш царски град; ту је чинио чудеса својом мађионичарском вештином, и беше признат за бога и поставише статуу на обали реке Тибар, између два моста. На њој је био латински натпис: „ Simoni deo sancti " („Симону, богу светоме"). Готово сви Самарјани, и неки из иноплеменика, исповедали су га као првог бога и клањали су му се. Неку Јелену, која је у то време свуда са њим путовала, а раније је живела у Тиру Финикијском у некој порочној кући, називају његовом првом следбеницом...".
Иринеј Лионски, у првој књизи свог дела „Против јереси“ описује Симоново учење као једну од најстрашнијих јереси.
Назив шимонијаки односи се на оне људе који се држе Симона Мага и осталих гностичара.
Данило Киш је написао приповетку Симон Чудотворац, која може да створи потпунију слику о Симону. Приповетка може да се нађе у збирци приповедака Енциклопедија мртвих.